# Dachau-Hauptprozess

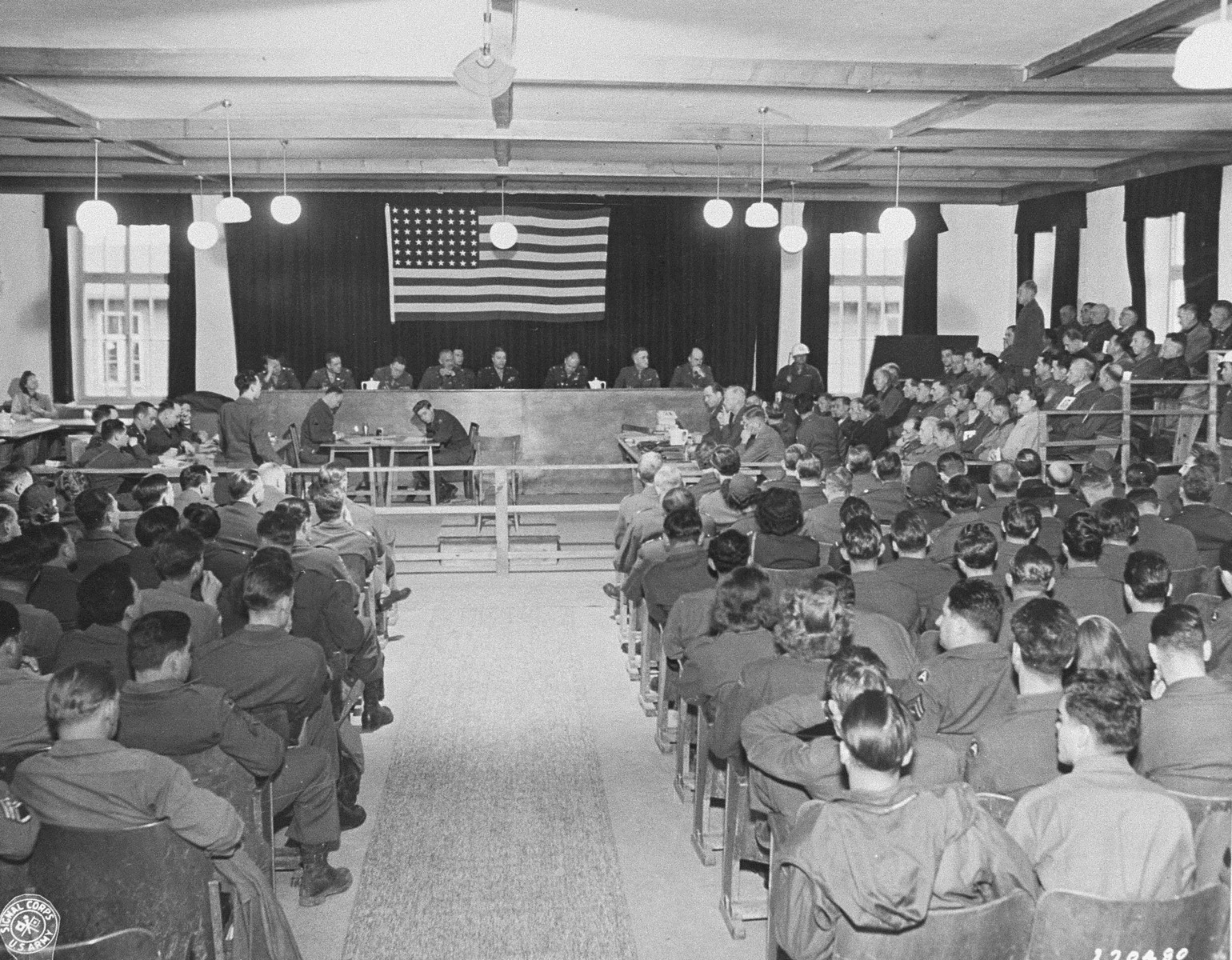
Der Verhandlungssaal mit Blick auf den Richtertisch; in diesem Saal wurde der Dachau-Hauptprozess geführt, 4. Dezember 1945

Der Dachau-Hauptprozess war der erste Kriegsverbrecherprozess der United States Army in der amerikanischen Besatzungszone am Militärgericht in Dachau. Dieser Prozess fand vom 15. November bis zum 13. Dezember 1945 im Internierungslager Dachau statt, wo sich bis Ende April 1945 das Konzentrationslager Dachau befunden hatte. In diesem Prozess waren 40 Personen angeklagt, denen Kriegsverbrechen im Zusammenhang mit dem KZ Dachau und dessen Nebenlagern zur Last gelegt wurden. Das Verfahren endete mit 40 Schuldsprüchen, darunter 36 Todesurteile, von denen 28 vollstreckt wurden. Offiziell wurde der Fall als United States of America vs. Martin Gottfried Weiss et al. – Case 000-50-2 bezeichnet. Dem Dachau-Hauptprozess schlossen sich 121 Nebenverfahren mit etwa 500 Angeklagten an, die sich auf den Hauptprozess als Musterprozess (Parent Case) stützten. Der Dachau-Hauptprozess war der erste und damit wegweisende Konzentrationslagerprozess im Rahmen der Dachauer Prozesse. Bis 1948 folgten noch weitere Haupt- und Nebenprozesse gegen das Lagerpersonal anderer Konzentrationslager.

## Vorgeschichte

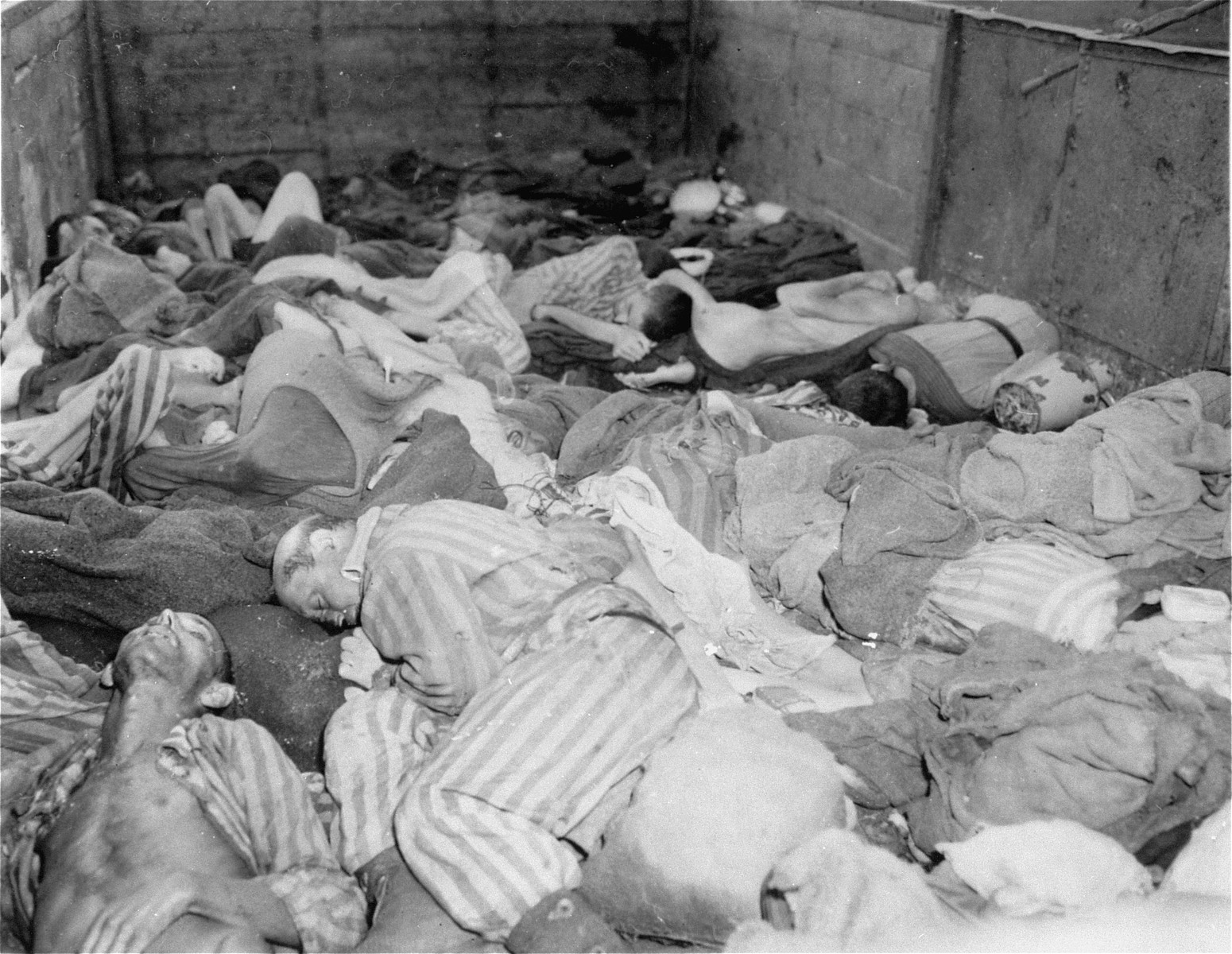
Häftlingsleichen im Evakuierungszug aus Buchenwald, zwischen 29. April und 1. Mai 1945

Als die United States Army in der Endphase des Zweiten Weltkrieges weiter auf das Gebiet des Deutschen Reiches vorrückte, wurde sie unvorbereitet, teilweise mitten im Kampfgeschehen, mit den Spuren der Konzentrationslagerverbrechen konfrontiert. Die Versorgung der größtenteils ausgemergelten und schwerkranken „Muselmänner“, sowie die Bestattung der auf den Todesmärschen durch Entkräftung oder Erschießung zu tausenden umgekommenen Häftlinge stellten die United States Army vor eine schwierige Aufgabe.
Bereits kurz vor der Befreiung des Konzentrationslagers Dachau, die am 29. April 1945 stattfand, hatten US-amerikanische Soldaten die Nebenlager erreicht, so auch den KZ-Außenlagerkomplex Kaufering. Ebenso wie andere Außenlager war auch das KZ-Außenlager Kaufering IV – Hurlach kurz vor dem Einmarsch der US-Armee am 28. April 1945 evakuiert worden. Im Zuge der Lagerauflösung zündeten SS-Männer die Häftlingsbaracken an. Amerikanische Soldaten fanden etwa 360 Leichen von Häftlingen in Kaufering IV vor; es ist nicht gesichert, ob diese Marschunfähigen bei lebendigem Leibe verbrannt wurden oder zuvor ermordet worden waren. Im Stammlager trafen sie zunächst auf den Evakuierungszug aus Buchenwald, wo sich in mehr als 38 Waggons bis zu 2.000 tote Häftlinge befanden. Auch im Lagerinneren entdeckten Angehörige der US-Army viele unbestattete Leichen. Diese und weitere Endphaseverbrechen, die im KZ Dachau und den Nebenlagern begangen wurden, verursachten in den letzten Kriegswochen außerordentlich viele Opfer. Auch nach der Befreiung starben noch mehr als 2.200 ehemalige Häftlinge an den Folgen der Konzentrationslagerhaft und der noch immer grassierenden Typhusepidemie.
Vor diesem Hintergrund begannen amerikanische Ermittler im Rahmen des War Crimes Program bereits ab dem 30. April 1945 mit den Untersuchungen zur Feststellung der Verantwortlichen für diese Verbrechen und schlossen sie am 7. August 1945 ab. Es wurden Zeugenaussagen aufgenommen, Beweismittel gesichert und Fotografien der Verbrechen erstellt. Viele Täter wurden bald gefasst und interniert, so auch Martin Weiß, Vorgänger des letzten Lagerkommandanten Eduard Weiter. Der Untersuchungsbericht war am 31. August 1945 fertiggestellt und schuf die Basis für die Anklageerhebung und damit das Dachau-Hauptverfahren.

## Rechtsgrundlagen und Anklage
Basis der Anklage bildete die Direktive JCS 1023/10, die am 15. Juli 1945 durch die Joint Chiefs of Staff erlassen wurde. Diese Direktive, die später durch das Kontrollratsgesetz Nr. 10 vom 20. Dezember 1945 abgelöst wurde, ermächtigte den amerikanischen Oberbefehlshaber Dwight D. Eisenhower zur Durchführung von Militärgerichtsprozessen gegen Kriegsverbrecher in besetzten Gebieten. Weitere Verordnungen regelten die Zuständigkeit, verhandelbare Straftatbestände, Rechtsprechungsgewalt und die Rechte der Angeklagten bei Militärgerichtsprozessen.

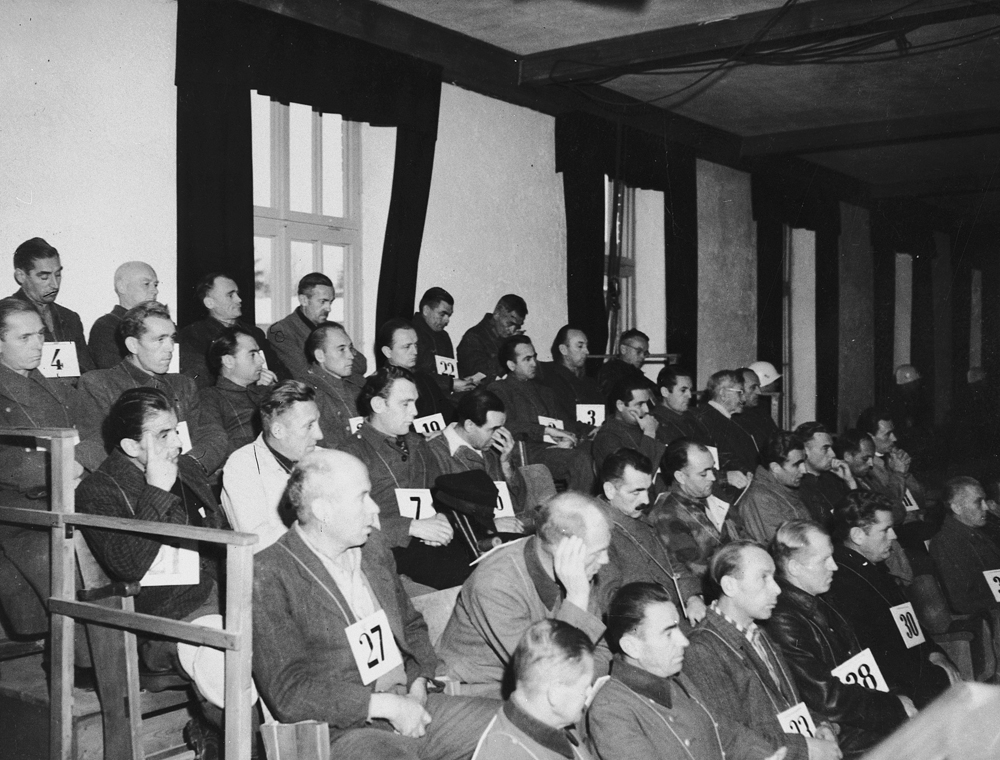
Die Angeklagten im Dachau-Hauptprozess, 15. November 1945

Die Anklageschrift, am 2. November 1945 ausgefertigt und anschließend den Angeklagten zugestellt, umfasste zwei Hauptanklagen, die unter dem Titel „Verletzung der Kriegsgebräuche und -gesetze“ zusammengeführt wurden. Inhalt der Klageschrift waren Kriegsverbrechen, die während des Zeitraums von Anfang Januar 1942 bis Ende April 1945 im KZ Dachau und den Außenlagern an alliierten Zivilisten und (alliierten) Kriegsgefangenen verübt worden waren. Verfolgt wurden anfangs nur Verbrechen an Staatsbürgern der Alliierten beziehungsweise der mit ihnen verbündeten Staaten; Verbrechen von deutschen Tätern an deutschen Opfern blieben lange ungesühnt und wurden in der Regel erst später vor deutschen Gerichten verhandelt. Die Angeklagten wurden beschuldigt, im Rahmen eines gemeinsamen Vorgehens an Misshandlungen und Tötungen alliierter Zivilisten und Kriegsgefangener rechtswidrig und vorsätzlich teilgenommen zu haben. Neben der generellen Beteiligung an den Verbrechen im KZ Dachau waren zudem in der Anklageschrift Exzesstaten aufgeführt, die den einzelnen Angeklagten zugeordnet wurden.
Den Beschuldigten wurde ein gemeinschaftliches Vorgehen (Common Design) angelastet, das eine billigende Teilnahme an einem System von Tötungen, Misshandlungen und inhumaner Vernachlässigung unterstellte und daher eine Schuldvermutung implizierte. Daher musste die Anklagevertretung den Nachweis führen, dass „jeder der Angeklagten sich über dieses System im klaren war, dass er wusste von dem, was mit den Häftlingen geschah, und sie musste jedem nachweisen, dass er an seinem Platz der Verwaltung, der Organisation des Lagers durch sein Verhalten, seine Tätigkeit, das Funktionieren dieses System unterstützte, an diesem Funktionieren teilhatte“. Wurde dieser Nachweis erbracht, variierte die individuelle Strafzumessung nach Art und Umfang dieser Teilnahme. Dieses juristische Konstrukt war in der europäischen Rechtstradition nicht geläufig, da bei den alliierten Kriegsverbrecherprozessen für die Begehung einer Straftat nicht der individuelle Tatnachweis erbracht werden musste.
Ursprünglich sollten 42 Angehörige der ehemaligen Lagerverwaltung im Dachau-Hauptprozess angeklagt werden. Da Hans Aumeier und ein Beschuldigter namens Hans Beier jedoch nicht anwesend waren und ihnen auch die Anklageschrift nicht zugestellt werden konnte, wurden sie bei Prozessbeginn von der Liste der Angeklagten gestrichen. Aumeier wurde im Krakauer Auschwitzprozess zum Tode verurteilt und im Januar 1948 in Krakau hingerichtet. Die Gruppe der 40 verbliebenen Angeklagten setzte sich aus 32 Angehörigen der Lagermannschaft, fünf Ärzten und drei Funktionshäftlingen zusammen. Unter den 32 Angehörigen der Lagermannschaft befanden sich auch der ehemalige Lagerkommandant Martin Weiß, sein Adjutant Rudolf Suttrop, der Leiter der Politischen Abteilung Johann Kick sowie Schutzhaftlager- und Rapportführer. Die Gruppe der angeklagten Ärzte umfasste den Tropenmediziner Claus Schilling, drei Lagerärzte und einen Truppenarzt. Die drei Funktionshäftlinge bekleideten als Kapos leitende Funktionen im KZ Dachau. Bis auf den Österreicher Fridolin Puhr und Johann Schöpp, Volksdeutscher aus Rumänien, waren alle Angeklagten deutsche Staatsangehörige.

## Prozessdurchführung und Urteilsverkündung

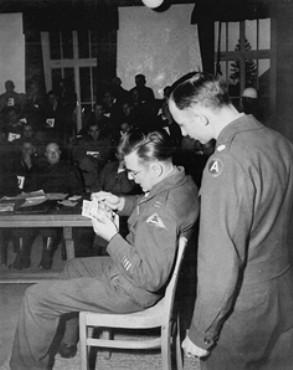
Captain John Barnett bezeugt vor dem Hauptankläger William D. Denson die Authentizität der bei der Befreiung des KZ Dachau gemachten Fotografien am 17. November 1945

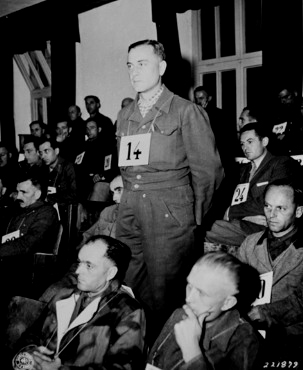
Der Lagerarzt Hans Eisele folgt den gegen ihn vorgebrachten Vorwürfen am 17. November 1945

Am 30. Oktober 1945 wurde die Einrichtung eines Militärgerichts zur Durchführung des Dachau-Hauptprozesses durch das Hauptquartier der United States Army angeordnet und am 2. November 1945 eingesetzt. Den Vorsitz des Militärgerichtes übernahm Generalmajor John M. Lentz, der, wie auch seine sieben beisitzenden Richter, während der Verhandlung eine Uniform trug. Die Anklagevertretung unter dem Oberstaatsanwalt William D. Denson setzte sich aus insgesamt vier amerikanischen Offizieren zusammen. Die Verteidigung der Angeklagten wurde von fünf amerikanischen Offizieren und dem deutschen Rechtsbeistand Hans von Posern übernommen. Da die Gerichtssprache Englisch war, mussten Dolmetscher auf Englisch und Deutsch zwischen dem Gericht und den Angeklagten übersetzen. Prozessbeobachter aus alliierten Staaten sollten an dem Verfahren teilnehmen.

„Mit Erlaubnis des Gerichts werden wir aufzeigen, dass während des genannten Zeitraums ein System der Vernichtung in Dachau ablief. Wir werden beweisen, dass die Opfer dieser geplanten Vernichtung Zivilisten und Kriegsgefangene umfasste, Individuen, die nicht bereit waren, sich dem Joch des Nationalsozialismus unterzuordnen. Wir werden ferner beweisen, dass diese Menschen als Versuchskaninchen für Experimente benutzt wurden, verhungerten, und gleichzeitig schwerer arbeiten mussten als ihre körperliche Verfassung dies zuließ; dass die dort herrschenden Lebensbedingungen zwangsläufig zu Krankheit und Tod führen mussten. Weiterhin wollen wir darlegen, dass während Deutschland Europa überrannte, diese Menschen zu Subjekten absolut inhumaner Behandlung wurden und jeder dieser Angeklagten ein Glied dieser Vernichtungsmaschinerie war.“

Nachdem das Verfahren am 15. November 1945 um 10 Uhr im ehemaligen Konzentrationslager Dachau eröffnet worden war, umriss die Anklagevertretung zunächst die Vorwürfe gegen die Beschuldigten. Die Militärrichter stellten daraufhin das rechtmäßige Zustandekommen des Gerichts und die Rechtsprechungsgewalt bezogen auf die Beschuldigten fest. Die Beendigung der Einleitungsphase des Prozesses wurde jedoch durch drei Klageabweisungsanträge seitens der Verteidigung unterbrochen. Erstens wurde seitens der Verteidigung die Zuständigkeit des Gerichtes bestritten und zweitens der angeführte Tatzeitraum als zu unpräzise kritisiert. Der dritte Klageabweisungsantrag bezog sich auf die geringe Anzahl der Verteidiger im Verhältnis zu den 40 Angeklagten, die bei potentiell belastenden Aussagen von Beschuldigten bezogen auf Mitangeklagte eine wirkungsvolle Verteidigungsstrategie erheblich behindern würde. Allen drei Klageabweisungsanträgen gab das Militärgericht nicht statt. Die Zuständigkeit des Gerichts wurde durch den Status der Angeklagten als Kriegsverbrecher begründet, die nicht nach den für Kriegsgefangene geltenden Regeln zu behandeln seien, da die Verbrechen vor ihrer Ingewahrsamnahme begangen wurden. Der zweite Antrag wurde mit der Begründung abgelehnt, dass den Angeklagten primär nicht Einzeltaten zur Last gelegt würden, sondern das fortlaufende, gemeinsam begangene Verbrechen. Der Teilung des Verfahrens in Einzelverfahren wurde ebenfalls aufgrund des fortlaufenden, gemeinsam begangenen Verbrechens nicht stattgegeben.
Anschließend wurde die Anklageschrift durch den Vorsitzenden verlesen und die Rechte der Angeklagten im Verfahren erläutert. Auf die Frage, wie die Angeklagten plädieren, antworteten diese sämtlich mit „nicht schuldig“. Die Anklagevertretung erläuterte danach die Fakten von ihrem Standpunkt aus und belegte diese mit Beweismitteln. Unter den 139 zugelassenen Beweismitteln befanden sich 60 Fotos, die Totenbücher des Lagers von 1941 und 1942, weitere belastende Dokumente sowie die Aussageprotokolle der Angeklagten. Unter den 69 Belastungszeugen waren ehemalige Häftlinge sowie Offiziere der United States Army, die an der Befreiung des KZ Dachau und Dokumentation der dortigen Konzentrationslagerverbrechen beteiligt waren. Zuerst sagten Offiziere der US-Army aus, die über die Leichen in dem Evakuierungszug aus Buchenwald und die katastrophalen Zustände im Hauptlager zum Zeitpunkt der Befreiung berichteten. Ehemalige Häftlinge erläuterten die inhumanen Lebensbedingungen im KZ Dachau, bezogen auf Bekleidung, Ernährung, Unterkunft, Zwangsarbeit, Epidemien, Medizinische Versuche, Selektionen, Exekutionen, Misshandlungen und Tötungen. Neben den Zuständen im Hauptlager wurden auch die katastrophalen Lebensbedingungen in den Außenlagern geschildert.
Die Verteidigung untermauerte danach ihre Sicht der Sachlage mit 93 Zeugen, darunter die Angeklagten, sowie 27 zugelassenen Beweismitteln. Ebenso wie die Anklagevertretung nahm die Verteidigung Zeugen ins Kreuzverhör.
Die Angehörigen der Lagermannschaft unter den Angeklagten wurden der Misshandlung und teilweise auch der Tötung von Häftlingen beschuldigt; ein weiterer Tatkomplex umfasste die Teilnahme an Exekutionen sowie Straftaten im Zusammenhang mit der Lagerevakuierung. Den Lagerärzten und dem medizinischen Personal wurde die Teilnahme an Exekutionen durch Feststellung des Todes der Hingerichteten und teilweise auch die Selektion, Misshandlung und Tötung von Häftlingen zur Last gelegt. Dem Kommandanturpersonal wurde vorgeworfen, für die katastrophalen Zustände im Lager hauptverantwortlich gewesen zu sein und dadurch das System von Tötungen, Misshandlungen und inhumaner Vernachlässigung erst ermöglicht zu haben. Zwei der drei Funktionshäftlinge wurden der Misshandlung und Tötung von Häftlingen beschuldigt. Einem Funktionshäftling wurde die Teilnahme an Exekutionen vorgeworfen. Die Angeklagten verharmlosten die Taten, beriefen sich auf Befehlsnotstand oder bestritten zur Tatzeit am Tatort gewesen zu sein.

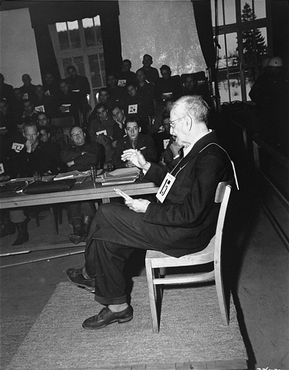
Claus Schilling während seiner Aussage vor Gericht am 7. Dezember 1945

Besondere Aufmerksamkeit erhielt Claus Schilling, der mit 74 Jahren ältester Angeklagter im Dachau-Hauptverfahren war. Schilling, weder Mitglied der NSDAP noch der SS, war promovierter und habilitierter Tropenmediziner. Als angesehener Mediziner hatte Schilling noch unter Robert Koch studiert und sich ab 1898 insbesondere auf die Malariaforschung spezialisiert. Auch nach seiner Emeritierung 1936 setzte Schilling seine Forschungsarbeit fort und konnte Heinrich Himmler von der kriegsnotwendigen Entwicklung eines Malaria-Impfserums überzeugen. Bald darauf wurde Schilling zur Durchführung seiner Malariastudien eine Versuchsstation im KZ Dachau zur Verfügung gestellt. Von Februar 1942 bis Anfang April 1945 wurden dort 1.000 bis 1.200 KZ-Häftlinge vorsätzlich mit Malaria infiziert und anschließend versuchsweise mit Medikamenten therapiert. Über 100, möglicherweise aber bis zu 400 Häftlinge, starben an den Folgen dieser Versuchsreihen.
Schilling leugnete vor Gericht die Durchführung der Versuchsreihen nicht. Die Leiden der Opfer seiner Versuche ordnete er einem höheren Interesse der Wissenschaft unter. Er bat daher das Gericht darum, seine Versuchsreihen abschließen und niederschreiben zu dürfen. Zudem habe er mit den Vorgängen im Lager selbst nichts zu tun gehabt. Das Militärgericht folgte Schillings Argumenten nicht.
In seinem Schlussplädoyer stellte Hauptankläger Denson den Vorgang eines fortlaufenden Verbrechens heraus, der im KZ Dachau stattgefunden habe. Durch ihre Teilnahme und Zusammenarbeit an dem System Dachau hätten alle Angeklagten erst die dortigen Konzentrationslagerverbrechen ermöglicht und seien daher sämtlich schuldig zu sprechen. Auch die drei angeklagten Funktionshäftlinge seien, als von der SS eingesetzte Kapos, im weiteren Sinne für das Funktionieren des Systems Dachau mitverantwortlich und daher schuldig zu sprechen. Die Berufung der Angeklagten auf Befehlsnotstand ließ Denson nicht gelten, da dieser Befehlsnotstand die Angeklagten nicht von der Verantwortung für begangene Kriegsverbrechen entbinde. Mildernde Umstände sah Denson bei den Angeklagten nicht gegeben und plädierte daher auf harte Urteile für alle Angeklagten.
Die Verteidiger griffen anschließend den Vorwurf des Common Design an, da er nicht der europäischen Rechtstradition entspräche und ihres Erachtens sehr willkürlich auf die Angeklagten angewandt worden war. Nur so wäre die Prozessdurchführung gegen die 40 Angeklagten möglich gewesen, da in mehreren Fällen der individuelle Tatnachweis nicht erbracht worden war. Selbst Belastungszeugen hätten im Fall des ehemaligen Lagerkommandanten Weiß darauf hingewiesen, dass sich unter seiner Lagerleitung die Zustände im KZ Dachau merklich verbessert hatten. Zudem seien teilweise falsche Zeugenaussagen vor Gericht verwendet und die Tatsache der unfreiwilligen Heranziehung einzelner Angeklagter zum Lagerdienst nicht berücksichtigt worden. Insgesamt, so das Resümee der Verteidigung, seien die Hauptverantwortlichen im Nürnberger Prozess gegen die Hauptkriegsverbrecher zu finden und das Dachau-Hauptverfahren von Vergeltungsgedanken geleitet.
Das Militärgericht verkündete durch seinen Vorsitzenden am 13. Dezember 1945 die Urteile. Neben 36 Todesurteilen wurden eine lebenslange und drei Haftstrafen mit der Pflicht zur Zwangsarbeit verhängt. In der Urteilsbegründung wies das Gericht nochmals auf den verbrecherischen Charakter der gemeinsam begangenen Tat hin, welcher die Verurteilung sämtlicher Angeklagter notwendig mache.

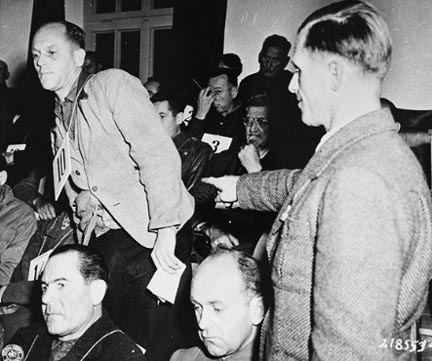
Der ehemalige Häftling Eugen Seybold identifiziert Fritz Hintermayer am 22. November 1945
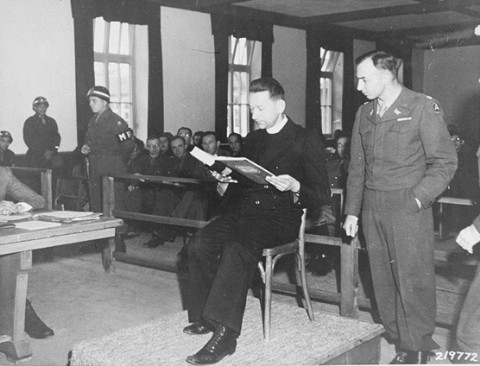
Der polnische Priester Theodore Korcz (links) liest am 22. November 1945 im Beisein von Hauptankläger Denson aus den Malariaprotokollen vor
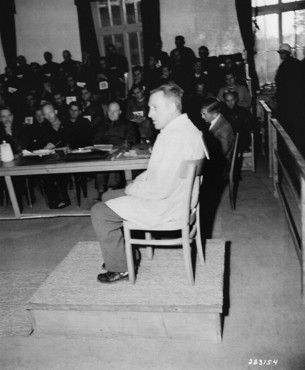
Wilhelm Wagner während seiner Aussage im Dachau-Hauptprozess am 30. November 1945
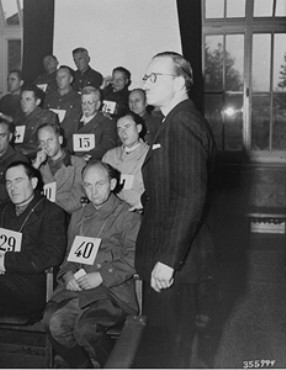
Der ehemalige Häftling Helmuth Breiding identifiziert Friedrich Wetzel am 22. November 1945
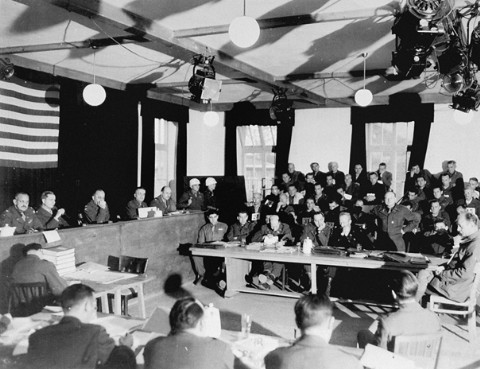
Friedrich Wetzel (rechts im Bild) während seiner Aussage am 29. November 1945
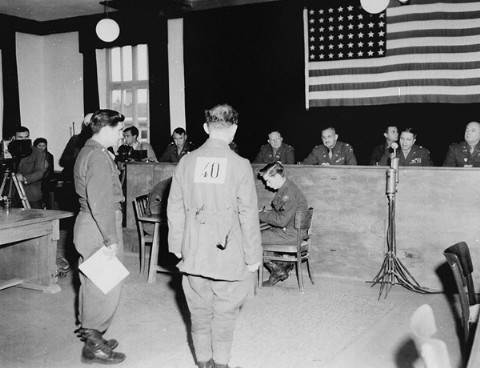
Friedrich Wetzel (Rückenansicht mit Nummer 40) bei der Urteilsverkündung am 13. Dezember 1945

### Die 40 Urteile im Einzelnen
Sortiert nach a) Urteilsschwere, b) Verfahrens-Nr.
| Nr. | Angeklagter           | Rang                    | Funktion                                                                                               | Exzesstaten | Urteil                                                    |
| --- | --------------------- | ----------------------- | --- | --- | --------------------------------------------------------- |
| 1   | Martin Weiß           | SS-Obersturmbannführer  | Lagerkommandant des KZ Dachau                                                                          | | Todesurteil, hingerichtet am 29. Mai 1946                 |
| 2   | Friedrich Ruppert     | SS-Obersturmbannführer  | Schutzhaftlagerführer im KZ Dachau                                                                     | Misshandlung von Häftlingen, Teilnahme an Exekutionen | Todesurteil, hingerichtet am 28. Mai 1946                 |
| 3   | Josef Jarolin         | SS-Obersturmführer      | Schutzhaftlagerführer im KZ Dachau                                                                     | Misshandlung und Tötung von Häftlingen | Todesurteil, hingerichtet am 28. Mai 1946                 |
| 4   | Franz Trenkle         | SS-Hauptscharführer     | Rapportführer und stellvertretender Schutzhaftlagerführer im KZ Dachau                                 | Misshandlung von Häftlingen, Teilnahme an Exekutionen | Todesurteil, hingerichtet am 28. Mai 1946                 |
| 5   | Engelbert Niedermeyer | SS-Unterscharführer     | Blockführer und beim Krematoriumskommando des KZ Dachau eingesetzt                                     | Misshandlung von Häftlingen | Todesurteil, hingerichtet am 28. Mai 1946                 |
| 6   | Josef Seuß            | SS-Hauptscharführer     | Rapportführer im KZ Dachau                                                                             | Misshandlung von Häftlingen | Todesurteil, hingerichtet am 28. Mai 1946                 |
| 7   | Leonhard Eichberger   | SS-Hauptscharführer     | Rapportführer im KZ Dachau                                                                             | Teilnahme an Exekutionen | Todesurteil, hingerichtet am 29. Mai 1946                 |
| 8   | Wilhelm Wagner        | SS-Hauptscharführer     | Leiter der Häftlingswäscherei im KZ Dachau                                                             | Misshandlung von Häftlingen, teilweise mit Todesfolge | Todesurteil, hingerichtet am 29. Mai 1946                 |
| 9   | Johann Kick           | SS-Obersturmführer      | Leiter der Politischen Abteilung im KZ Dachau                                                          | Misshandlung von Häftlingen | Todesurteil, hingerichtet am 29. Mai 1946                 |
| 10  | Fritz Hintermayer     | SS-Obersturmbannführer  | 1. Lagerarzt im KZ Dachau                                                                              | Tötung zweier weiblicher schwangerer Häftlinge durch Injektion, Vorbereitung der Tötung von sieben psychisch kranken Häftlingen, Teilnahme an Exekutionen zur Feststellung des Todes der Hingerichteten | Todesurteil, hingerichtet am 29. Mai 1946                 |
| 12  | Johann Eichelsdörfer  | Hauptmann der Wehrmacht | Lagerführer der Dachauer Außenlagers Kaufering 4, 7 und 8                                              | Misshandlung von Häftlingen | Todesurteil, hingerichtet am 29. Mai 1946                 |
| 13  | Otto Förschner        | SS-Sturmbannführer      | Kommandant des Dachauer Außenlagerkomplexes Kaufering                                                  | Misshandlung von Häftlingen, Tötung eines Häftlings | Todesurteil, hingerichtet am 28. Mai 1946                 |
| 15  | Claus Schilling       | Tropenmediziner         | Leiter der Malariaexperimente im KZ Dachau                                                             | Durchführung von Malariaexperimenten an Häftlingen, teilweise mit Todesfolge | Todesurteil, hingerichtet am 28. Mai 1946                 |
| 16  | Christof Knoll        | Funktionshäftling       | Blockältester und Kapo im KZ Dachau                                                                    | Misshandlung und Tötung von Häftlingen | Todesurteil, hingerichtet am 29. Mai 1946                 |
| 18  | Franz Böttger         | SS-Oberscharführer      | Arbeits- und Rapportführer im KZ Dachau                                                                | Misshandlung von Häftlingen, Tötung eines Häftlings, Teilnahme an Exekutionen | Todesurteil, hingerichtet am 29. Mai 1946                 |
| 20  | Anton Endres          | SS-Oberscharführer      | SS-Sanitätsdienstgrad im KZ Dachau                                                                     | Misshandlung von Häftlingen, Tötung eines Häftlings durch Injektion, Teilnahme an zwei Exekutionen | Todesurteil, hingerichtet am 28. Mai 1946                 |
| 21  | Simon Kiern           | SS-Hauptscharführer     | Blockführer im KZ Dachau                                                                               | Misshandlung von Häftlingen, Tötung eines Häftlings, Teilnahme an drei Exekutionen | Todesurteil, hingerichtet am 28. Mai 1946                 |
| 22  | Michael Redwitz       | SS-Hauptsturmführer     | Schutzhaftlagerführer im KZ Dachau                                                                     | Misshandlung von Häftlingen | Todesurteil, hingerichtet am 29. Mai 1946                 |
| 23  | Wilhelm Welter        | SS-Hauptscharführer     | Arbeitsdienstführer im KZ Dachau                                                                       | Misshandlung von Häftlingen, Teilnahme an Selektionen | Todesurteil, hingerichtet am 29. Mai 1946                 |
| 24  | Rudolf Suttrop        | SS-Obersturmführer      | Adjutant des Lagerkommandanten im KZ Dachau                                                            | | Todesurteil, hingerichtet am 28. Mai 1946                 |
| 25  | Wilhelm Tempel        | SS-Scharführer          | Arbeitsdienstführer im KZ Dachau                                                                       | Misshandlung von Häftlingen, teilweise mit Todesfolge | Todesurteil, hingerichtet am 29. Mai 1946                 |
| 27  | Fritz Becher          | Funktionshäftling       | Blockältester im Pfarrerblock                                                                          | Misshandlung von Häftlingen, teilweise mit Todesfolge | Todesurteil, hingerichtet am 29. Mai 1946                 |
| 28  | Alfred Kramer         | SS-Oberscharführer      | Lagerführer des Dachauer Außenlagers Kaufering 1                                                       | Misshandlung von Häftlingen, teilweise mit Todesfolge | Todesurteil, hingerichtet am 29. Mai 1946                 |
| 30  | Vinzenz Schöttl       | SS-Obersturmführer      | stellvertretender Kommandant des Dachauer Außenlagerkomplexes Kaufering                                | Misshandlung von Häftlingen, Tötung eines Häftlings | Todesurteil, hingerichtet am 28. Mai 1946                 |
| 32  | Johann Kirsch         | SS-Hauptscharführer     | Lagerführer des Dachauer Außenlagers Kaufering 1                                                       | Misshandlung von Häftlingen, teilweise mit Todesfolge | Todesurteil, hingerichtet am 28. Mai 1946                 |
| 34  | Walter Langleist      | SS-Oberführer           | Kommandeur der Wachmannschaft im KZ Dachau, Lagerkommandant KZ-Außenlagerkomplex Mühldorf              | Misshandlung von Häftlingen, teilweise mit Todesfolge | Todesurteil, hingerichtet am 28. Mai 1946                 |
| 36  | Arno Lippmann         | SS-Obersturmführer      | Lagerführer der Dachauer KZ-Außenlagers Kaufering 2 und 7, Schutzhaftlagerführer unter Michael Redwitz | Misshandlung von Häftlingen | Todesurteil, hingerichtet am 29. Mai 1946                 |
| 38  | Otto Moll             | SS-Hauptscharführer     | Arbeitseinteilung im Außenlagerkomplex Kaufering                                                       | Misshandlung von Häftlingen, Erschießung von Häftlingen während des Evakuierungsmarsches | Todesurteil, hingerichtet am 28. Mai 1946                 |
| 14  | Hans Eisele           | SS-Hauptsturmführer     | 2. Lagerarzt im KZ Dachau                                                                              | Teilnahme an Exekutionen zur Feststellung des Todes der Hingerichteten | Todesurteil, reduziert auf lebenslange Haftstrafe         |
| 11  | Wilhelm Witteler      | SS-Sturmbannführer      | 1. Lagerarzt im KZ Dachau                                                                              | Teilnahme an Exekutionen zur Feststellung des Todes der Hingerichteten | Todesurteil, reduziert auf 20 Jahre Haftstrafe            |
| 17  | Fridolin Puhr         | SS-Hauptsturmführer     | leitender Truppenarzt im KZ Dachau                                                                     | Teilnahme an Exekutionen zur Feststellung des Todes der Hingerichteten | Todesurteil, reduziert auf 20 Jahre Haftstrafe            |
| 39  | Otto Schulz           | SS-Untersturmführer     | Betriebsleiter der Deutschen Ausrüstungswerke in Dachau                                                | Misshandlung von Häftlingen | Todesurteil, reduziert auf 20 Jahre Haftstrafe            |
| 29  | Sylvester Filleböck   | SS-Untersturmführer     | Versorgungsoffizier im KZ Dachau                                                                       | | Todesurteil, reduziert auf zehn Jahre Haftstrafe          |
| 33  | Emil Mahl             | Funktionshäftling       | Kapo im Krematorium des KZ Dachau                                                                      | Teilnahme an Exekutionen | Todesurteil, reduziert auf zehn Jahre Haftstrafe          |
| 37  | Fritz Degelow         | SS-Sturmbannführer      | Kommandant der Wachmannschaft im KZ Dachau                                                             | Leiter eines Evakuierungstransportes | Todesurteil, reduziert auf zehn Jahre Haftstrafe          |
| 40  | Friedrich Wetzel      | SS-Hauptsturmführer     | Verwaltungsführer im KZ Dachau                                                                         | | Todesurteil, reduziert auf zehn Jahre Haftstrafe          |
| 19  | Peter Betz            | SS-Hauptscharführer     | Rapportführer, Kommandoführer und in der Schreibstube der Lagerkommandantur eingesetzt                 | Misshandlung von Häftlingen | Lebenslange Haftstrafe, reduziert auf 15 Jahre Haftstrafe |
| 26  | Hugo Lausterer        | SS-Scharführer          | Kommandoführer im Außenlager Feldafing des KZ Dachau                                                   | | zehn Jahre Haftstrafe                                     |
| 31  | Albin Gretsch         | SS-Unterscharführer     | Angehöriger der Wachmannschaft im KZ Dachau und Außenlagern des KZ Dachau                              | | zehn Jahre Haftstrafe                                     |
| 35  | Johann Schöpp         | SS-Mann                 | Angehöriger der Wachmannschaft im KZ Dachau und dem Außenlager Feldafing des KZ Dachau                 | | zehn Jahre Haftstrafe, reduziert auf 5 Jahre Haftstrafe   |

## Überprüfungsverfahren
Arthur Haulot, Präsident des Internationalen Komitees der Dachauer Häftlinge, reichte namens des Komitees ein Gnadengesuch für die drei zum Tode verurteilten Funktionshäftlinge ein, da diese Täter und Opfer zugleich seien und daher anders als die übrigen Angeklagten behandelt werden müssten.
Für zahlreiche weitere Angeklagte gingen Gnadengesuche von den Familien, Freunden, Kollegen und auch Nachbarn ein. So auch für den angeklagten Tropenmediziner Schilling, für den unter anderem Gnadengesuche von Kollegen des Robert Koch-Instituts und des Bernhard-Nocht-Instituts eingingen. In den Gnadengesuchen für Schilling wurde ausdrücklich auf sein wissenschaftliches Renommee, seine Verdienste für die Wissenschaft, seine unpolitische Einstellung und sein tadelloses Verhalten hingewiesen. Schilling sei, so wird in einigen Gnadengesuchen ausgeführt, leidenschaftlicher Forscher, der den Tod von Probanden bei Versuchsreihen nicht vorsätzlich eingeplant habe, sondern im Gegenteil das Leben von Menschen habe retten wollen.

„Ganz unpolitisch eingestellt, liebte er nur seine Wissenschaft, seine Geige und seine Frau.“

Die Verteidigung forderte im Überprüfungsverfahren einen Freispruch für die Angeklagten Mahl, Becher, Knoll, Schöpp, Gretsch, Lausterer, Betz, Suttrop, Puhr, Witteler und Eisele. Gegen die vorgenannten Angeklagten seien nach ihrem Dafürhalten keine wesentlich belastenden Aussagen oder Beweise angeführt worden. Zudem seien die gegen die anderen Angeklagten ergangenen Urteile unverhältnismäßig hart ausgefallen.
Während der Revision, die durch zwei Überprüfungsinstanzen ging, spielte die individuelle Tatbeteiligung der Angeklagten im Rahmen des gemeinsam begangenen Vorgehens eine wesentliche Rolle. Nach Prüfung der Prozessunterlagen und der Abwägung der seitens der Anklage und Verteidigung vorgebrachten Argumente wurden die gefällten Urteile weitestgehend bestätigt. Das Todesurteil gegen den Lagerarzt Eisele, der später auch Angeklagter im Buchenwald-Hauptprozess war, sollte in eine lebenslange Haftstrafe umgewandelt werden. Ebenso sollten Puhrs und Mahls Todesurteile in Haftstrafen umgewandelt und Schöpps Haftstrafe auf fünf Jahre reduziert werden. Bei Mahl wurden zusätzlich seine umfassende Aussagebereitschaft sowie die im Gegensatz zu den beiden anderen Funktionshäftlingen geringer gewichtete Tatbeteiligung berücksichtigt. Bei Eisele, dem keine individuellen Misshandlungen nachgewiesen werden konnten, wurde die Verbesserung der medizinischen Versorgung im Lager und bei Truppenarzt Puhr seine lediglich vertretungsweise Anwesenheit im Häftlingslager berücksichtigt. Die Empfehlung, Schöpps Haftstrafe um die Hälfte zu reduzieren, wurde mit seiner zwangsweisen Einziehung zur Waffen-SS, seiner im Vergleich zu den anderen Angeklagten unbedeutenden Funktion im Lager und dem Umstand begründet, dass er keine Häftlinge misshandelt hatte. Nach Abschluss der zweiten Überprüfungsinstanz wurden auch die Todesurteile von Witteler, Schulz, Degelow, Wetzel und Filleböck in Haftstrafen umgewandelt. Witteler, Schulz, Wetzel und Filleböck hätten zwar eine wichtige Funktion im Lager innegehabt, seien aber um die Verbesserung der Bedingungen im Lager auf unterschiedliche Weise bemüht gewesen. Degelow habe zwar einen Evakuierungsmarsch geleitet, sich dabei jedoch um einen humanen Vollzug des Marsches bemüht und sei zudem nur wenige Tage persönlich im Lager gewesen. Den Empfehlungen der beiden Überprüfungsinstanzen kam der Oberbefehlshaber der amerikanischen Streitkräfte nach und bestätigte auch die restlichen Urteile.

## Vollzug der Urteile
Nach der Urteilsverkündung wurden die Verurteilten in verschiedene Zuchthäuser, hauptsächlich das Kriegsverbrechergefängnis Landsberg, überführt. Von den 36 ausgesprochenen Todesurteilen wurden schließlich 28 am 28. und 29. Mai 1946 durch den Strang im Kriegsverbrechergefängnis Landsberg vollstreckt. Die Exekutionen fanden unter Ausschluss der Öffentlichkeit statt.
Die Haftstrafen wurden in Überprüfungsverfahren oder infolge von Gnadengesuchen sukzessive reduziert. Bis Mitte der 1950er Jahre wurden alle Gefangenen, die im Dachau-Hauptprozess verurteilt wurden, aufgrund guter Führung, Amnestien oder aus gesundheitlichen Gründen, zumindest auf Bewährung, entlassen.

## Wertungen und Wirkungen

Reeducation: Einwohner der Stadt Burgsteinfurt auf dem Weg ins Kino, wo am 30. Mai 1945 Aufnahmen nach der Befreiung der Konzentrationslager Bergen-Belsen und Buchenwald gezeigt werden. Am Eingang des Kinos befindet sich britische Militärpolizei sowie deutsche Polizisten.

Im Dachau-Hauptprozess ergingen in Relation zu den folgenden Konzentrationslagerprozessen, die im Rahmen der Dachauer Prozesse stattfanden, die härtesten Urteile. Wesentliche Gründe dafür waren sicher die zeitnahe Durchführung des Verfahrens nach Kriegsende sowie die Tatsache, dass die Richter des Militärgerichts sich noch an Ort und Stelle ein umfassendes Bild der katastrophalen Zustände nach der Befreiung des KZ Dachau machen konnten. Bei den späteren Dachauer Konzentrationslagerverfahren konnten die zuständigen Richter nicht mehr auf diese Erfahrung zurückgreifen, die im Dachau-Hauptprozess eine gewichtige Rolle bei der Urteilsfindung spielte. Zudem setzte im Zuge des Kalten Krieges – die Westalliierten wollten Westdeutschland als Bündnispartner – nach Überprüfungsverfahren die sukzessive Abmilderung der Urteile und damit auch die vorzeitige Entlassung der Gefangenen aus Landsberg ein.
Im Dachau-Hauptprozess stand, ebenso bei den anderen Kriegsverbrecherprozessen der Alliierten, zunächst die rechtsstaatliche Ahndung und Sühne der NS-Verbrechen im Vordergrund. Zudem sollte auch die Bevölkerung über die NS-Verbrechen aufgeklärt und der verbrecherische Charakter der Gewalttaten verdeutlicht werden. Weiterhin sollten diese Prozesse einen kollektiven Reflexionsprozess in der deutschen Bevölkerung in Gang setzen, um eine rechtsstaatliche und demokratische Kultur im Nachkriegsdeutschland und damit in der Gesellschaft zu etablieren. Der symbolträchtige Prozessort Dachau, der kollektive Schock über die Nachrichten und Aufnahmen der Gewaltverbrechen in den Konzentrationslagern erzielten in der frühen Nachkriegszeit in Deutschland im Sinne der Reeducation zunächst durchaus eine Wirkung, was sich auch an den zahlreichen zeitgenössischen Medienpublikationen ersehen lässt. Dem ersten Schock über die Gräueltaten in den Konzentrationslagern folgten im Zuge der kollektiven Verdrängung Solidarisierungen weiter Teile der deutschen Bevölkerung mit den in Landsberg einsitzenden Gefangenen. Als Hauptverantwortliche für die Gräuel der Konzentrationslager wurden bald Hermann Göring und Heinrich Himmler ausgemacht; diese Schuldverlagerung barg die Gefahr einer unterstellten Siegerjustiz an unteren Chargen. Diese Unterstellung wurde auch durch das in Deutschland kaum nachvollziehbare Rechtskonstrukt des Common Design gefördert, der billigenden Teilnahme an einem verbrecherischen System, das von vornherein auch ohne individuellen Tatnachweis eine Straftat unterstellte. Die amerikanischen Militärgerichte waren daher auch bemüht, in den Dachauer KZ-Prozessen den Angeklagten Straftaten individuell nachzuweisen, was in der Mehrzahl der verhandelten Fälle auch gelang.

## Die Dachauer Nebenprozesse

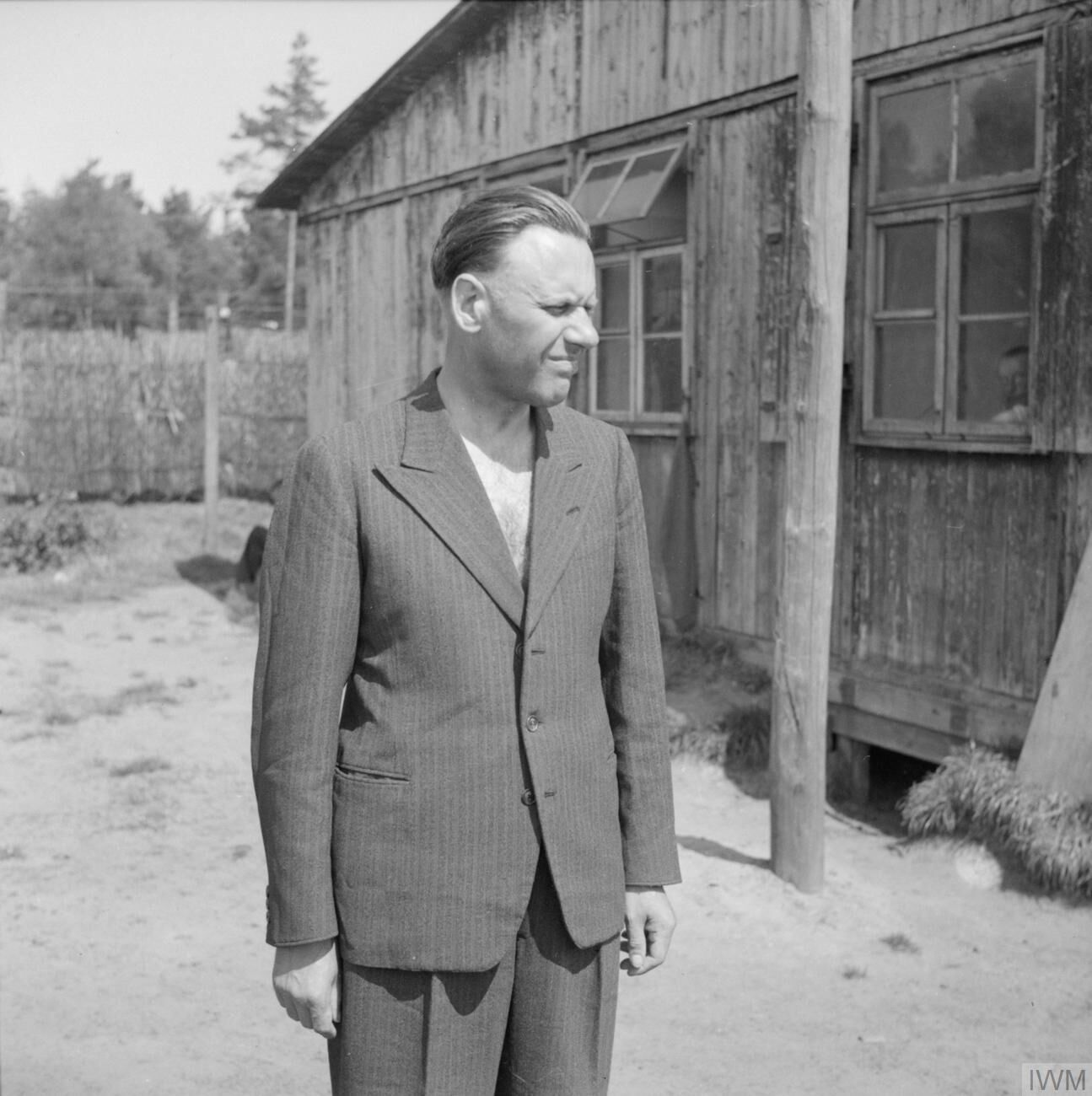
Alexander Piorkowski im britischen Internierungslager in Westertimke bei Bremen am 16. Mai 1945

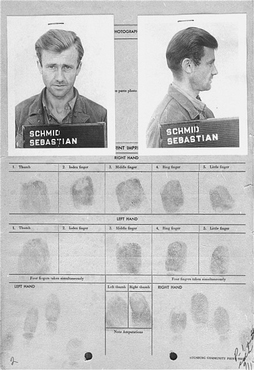
Der Haftbogen von Sebastian Schmid, der neben zwei Fotos auch Fingerabdrücke enthält; Schmid war Angeklagter in einem Nebenprozess des Dachau-Hauptprozesses. Wegen Misshandlungen von Häftlingen im KZ Dachau wurde Schmid, der als SS-Unterscharführer Fahrer und Mechaniker im KZ Dachau war, am 18. September 1947 zu lebenslänglicher Haft verurteilt. Das Urteil wurde im Überprüfungsverfahren auf zehn Jahre Haft reduziert. Haftbögen wurden für alle Angeklagten der Dachauer Prozesse angelegt.

Dem Dachau-Hauptprozess schlossen sich 121 Nebenverfahren mit etwa 500 weiteren Angeklagten an, die in dem Zeitraum vom 11. Oktober 1946 bis zum 11. Dezember 1947 stattfanden. Aufgrund der Vielzahl der Nebenverfahren wurden zeitweise mehrere Prozesse parallel durchgeführt. Neben einigen Lagerärzten und Funktionshäftlingen waren überwiegend Angehörige der Lagermannschaften angeklagt. Die Nebenverfahren basierten auf dem Dachau-Hauptprozess und liefen daher in verkürzter Form ab. Im Unterschied zu dem Hauptverfahren dauerten die Nebenverfahren, in denen hauptsächlich gegen ein bis neun angeklagte SS-Angehörige unterer Dienstränge verhandelt wurde, selten länger als wenige Tage an. Verhandelt wurden hauptsächlich Misshandlungen und Tötungen alliierter Häftlinge, die im KZ Dachau und den Nebenlagern begangen wurden. Der Mühldorf-Prozess gegen das Lagerpersonal des Dachauer KZ-Außenlagerkomplexes Mühldorf wurde hingegen als eigenständiges Hauptverfahren geführt. Drei der 121 Nebenverfahren bedürfen besonderer Beachtung, da sie einen ehemaligen Lagerkommandanten samt Adjutanten, einen SS-Arzt sowie einen Rapportführer, dessen Todesurteil bundesweit Beachtung fand, betrafen:
- Das Verfahren (Case No. 000-50-2-23 US vs. Alex Piorkowski et al) gegen Alex Piorkowski und Heinz Detmers, das vom 6. bis 17. Januar 1947 stattfand, richtete sich gegen einen ehemaligen Lagerkommandanten des KZ Dachau und seinen Adjutanten. Piorkowski war von Februar 1940 bis Ende August 1942 Lagerkommandant des KZ Dachau und Detmers von 1940 bis Februar 1942 sein Adjutant. Beide Angeklagte waren wie die Angeklagten des Hauptprozesses der Kriegsverbrechen an alliierten Zivilisten und Kriegsgefangenen beschuldigt und plädierten ebenfalls nach Verlesung der Anklageschrift auf „nicht schuldig“. Piorkowski wurde insbesondere vorgeworfen, dass unter seiner Lagerleitung Exekutionen an sowjetischen Kriegsgefangenen, pseudomedizinische Versuche an Häftlingen und der willkürliche Vollzug von Misshandlungen über die Lagerordnung hinaus stattgefunden hätten. Auch Detmers habe im Rahmen des gemeinsamen Vorgehens an diesen Verbrechen teilgenommen. Die beiden Angeklagten, die während des Prozesses auf Anraten ihrer Rechtsbeistände schwiegen, wurden trotz des engagierten Einsatzes ihrer amerikanischen Verteidiger schuldig gesprochen. Nach den Überprüfungsverfahren und Gnadengesuchen wurde das Todesurteil gegen Piorkowski bestätigt, die fünfzehnjährige Haftstrafe für Detmers jedoch auf fünf Jahre Haft reduziert. Detmers wurde später im Nordhausen-Hauptprozess erneut angeklagt, Piorkowski am 22. Oktober 1948 in Landsberg durch den Strang hingerichtet.[34]
- Vom 24. November bis zum 11. Dezember 1947 wurde gegen den Arzt Rudolf Brachtel und den Funktionshäftling Karl Zimmermann verhandelt (Case No. 000-50-2-103 US vs. Rudolf Brachtel et al.). Brachtel wurde vorgeworfen, als zeitweiliger Assistent von Claus Schilling Häftlinge vorsätzlich mit Malaria infiziert und zudem auch medizinisch nicht notwendige Leberpunktionen durchgeführt zu haben. Zimmermann wurde als Oberkapo des Krankenreviers beschuldigt, Häftlinge misshandelt und durch Phenol-Injektionen getötet zu haben. Die Vorwürfe gegen Zimmermann, der seinen Posten von Josef Heiden übernommen hatte, ließen sich jedoch nicht aufrechterhalten. Beide wurden schließlich freigesprochen.[35]
- Gegen den Angeklagten Georg Schallermair wurde vom 18. bis 23. September 1947 verhandelt (Case No. 000-50-2-121 US vs. Georg Schallermair). Schallermair wurde als ehemaliger Rapportführer im KZ-Außenlagerkomplex Mühldorf beschuldigt, aufgrund seiner Position für die dortigen katastrophalen Bedingungen mitverantwortlich gewesen zu sein und zudem nachweislich Häftlinge totgeschlagen zu haben. Schallermair wurde für schuldig befunden und am 23. September 1947 zum Tod durch den Strang verurteilt. Dieses Urteil wurde auch im Überprüfungsverfahren aufrechterhalten.[36] In der Bundesrepublik Deutschland setzte ab 1950 eine Kampagne zur Abschaffung der Todesstrafe ein, an der sich auch hochrangige Repräsentanten aus Gesellschaft und Politik beteiligten. So bat der Justizminister Thomas Dehler den Bundespräsidenten Theodor Heuss darum, Gnadengesuche für Schallermair und Hans-Theodor Schmidt, der im Buchenwald-Hauptprozess zum Tode verurteilt wurde, bei General Thomas T. Handy einzureichen.[37] Handy, der elf Todesurteile in Haftstrafen umgewandelt hatte, lehnte dieses Begehren jedoch ab. Im Falle Schallermairs mit folgender Begründung:

„Georg Schallermair war als Führer eines Rollkommandos direkt für die Gefangenen in Mühldorf, einem Nebenlager von Dachau, verantwortlich. Er selbst schlug viele Gefangene derart, dass sie an den Folgen starben. Von 300 Menschen, die im Herbst 1944 in das Lager gebracht wurden, waren nach vier Monaten nur 72 am Leben. Täglich besuchte er mit einem gefangenen Zahnarzt das Leichenhaus, um den Toten die Goldzähne auszubrechen. Es gibt keine Tatsachen oder Argumente, die in diesem Falle Gnade in irgendeiner Weise rechtfertigen könnten.“

Schallermair und Schmidt wurden mit Oswald Pohl und vier weiteren nicht begnadigten Delinquenten am 7. Juni 1951 in Landsberg durch Hängen hingerichtet. Es waren die letzten in Landsberg vollstreckten Todesurteile.